# Kubalonka
Kubalonka s nadmořskou výškou 830 m n. m. je zalesněná hora v pásmu hory Barania Góra v pohoří Slezské Beskydy, které jsou geomorfologickým podcelkem Západních Karpat v jižním Polsku. Nachází se nad průsmykem Szarcula a průsmykem Kubalonka v katastru města Visla v okrese Těšín ve Slezském vojvodství.

## Vodstvo
Vodstvo patří do povodí řeky Visly a povodí Odry, respektive jejího přítoku Olše. Vodstvo patří do úmoří Baltského moře.

## Další informace
U vrcholu je dřevěná rozhledna Kubalonka. Ve svazích hory je přírodní rezervace Rezerwat Wisła. Na vrchol vede také žlutá turistická značka a v zimě zde jsou také lyžařské běžecké trasy. Místo je celoročně volně přístupné.

## Galerie

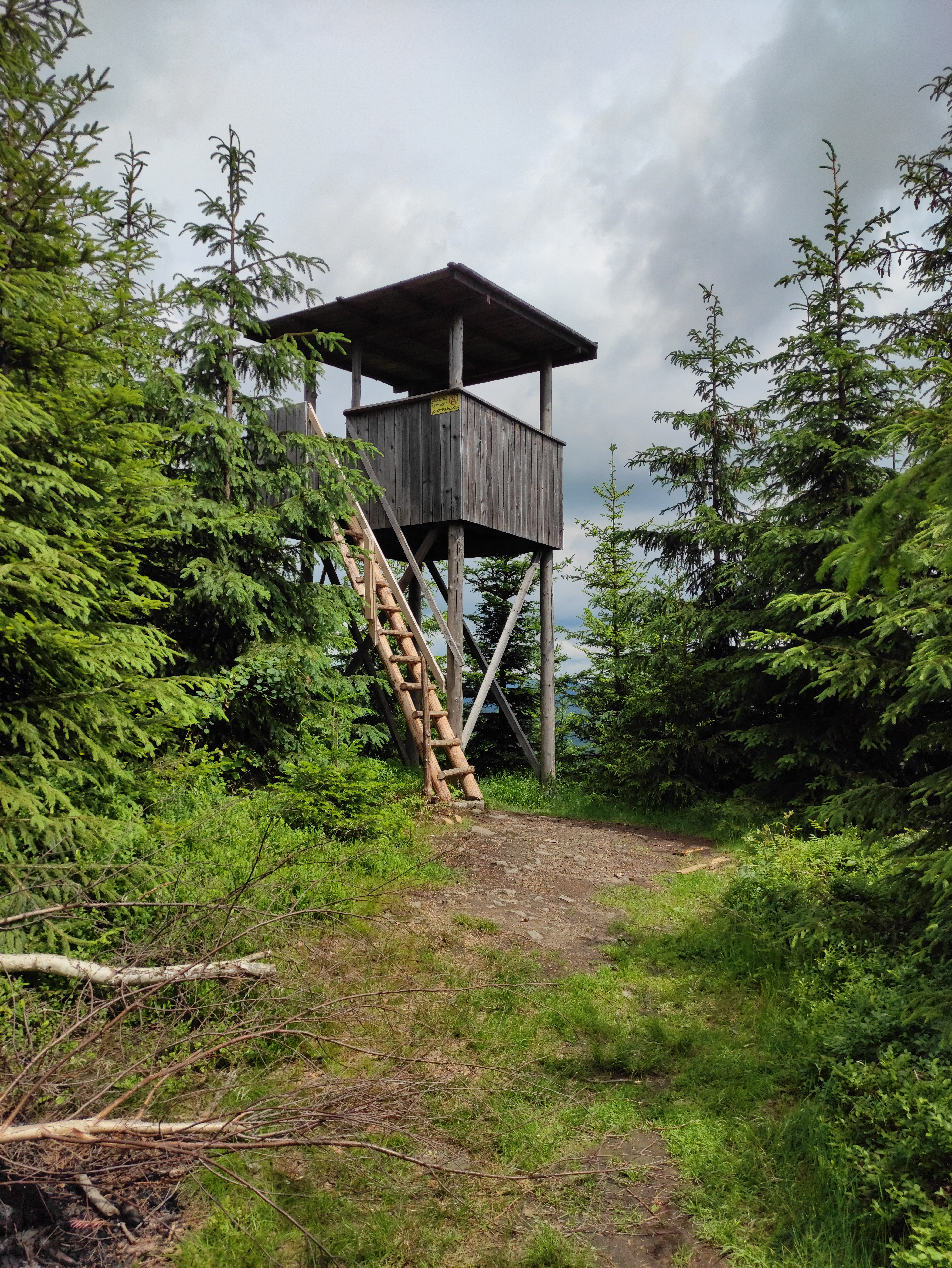
Rozhledna Kubalonka